# مالي أباد (بشاريات الشرقي)
مالي أباد (بالفارسية: مالی‌آباد) هي قرية تقع في إيران في قسم بشاریات الشرقي الریفي. يقدر عدد سكانها بـ 118 نسمة .